# Патрік Барретт

Герб абатів Ферна.

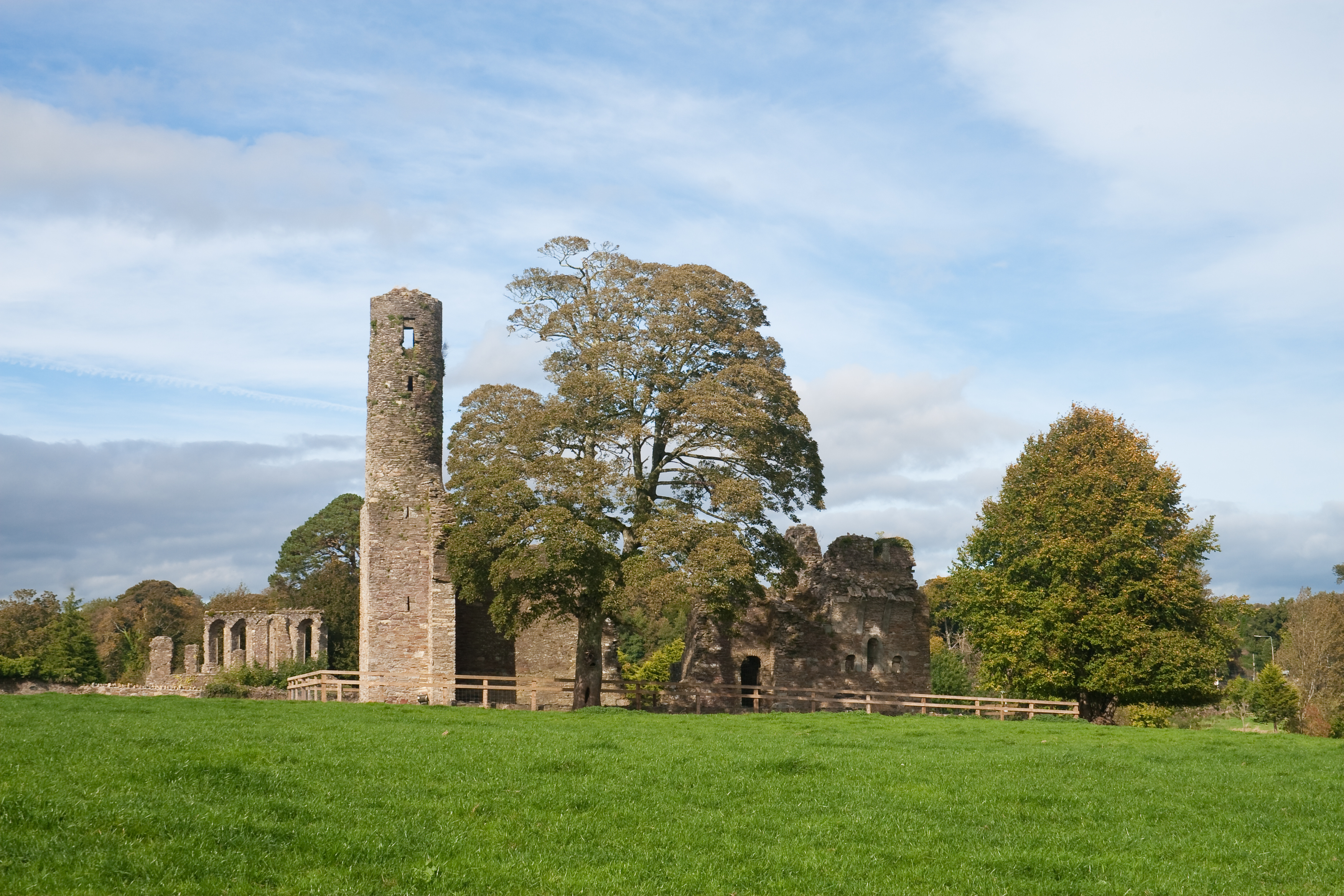
Руїни абатства Ферна (Фернс).

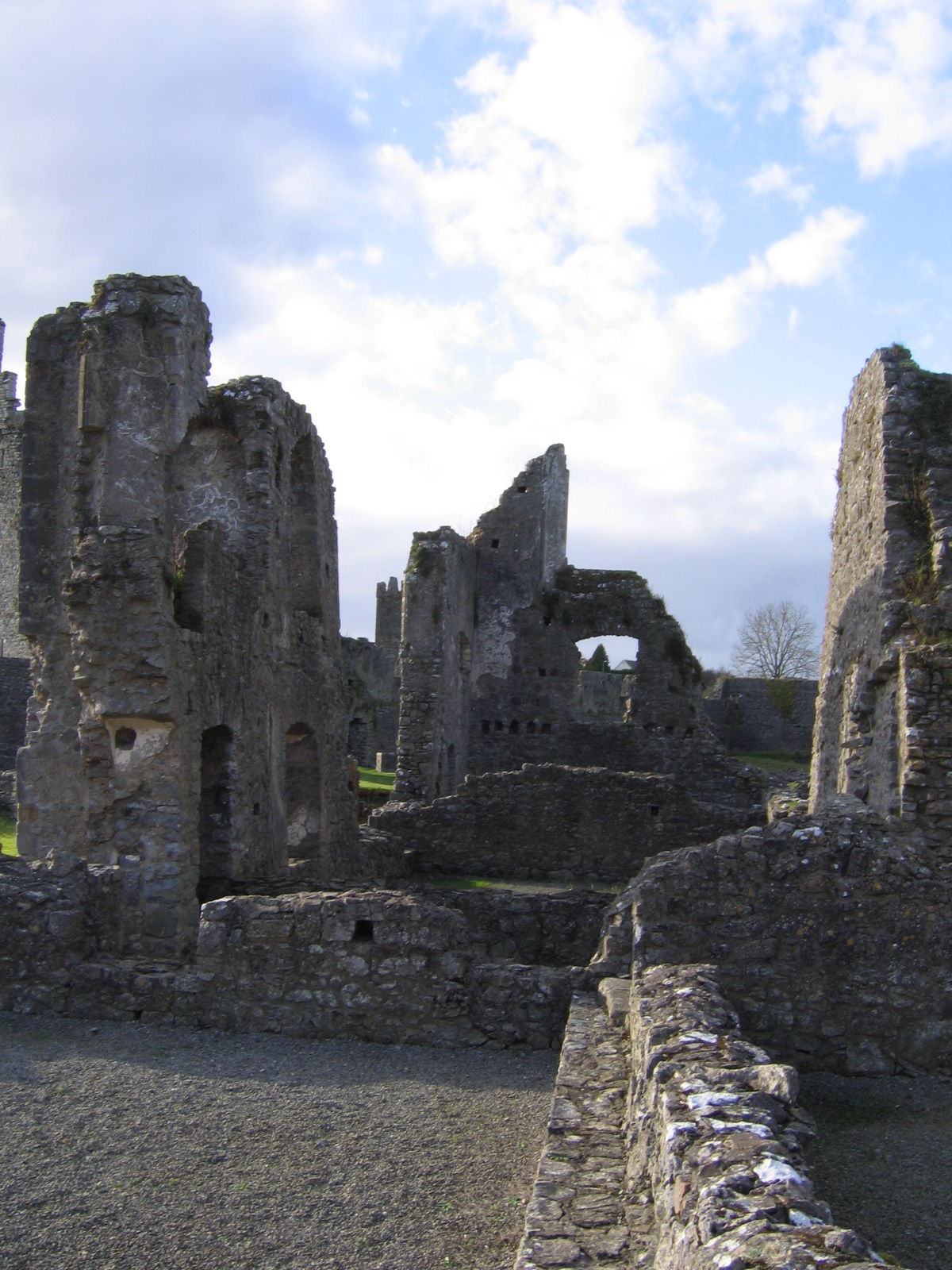
Руїни абатства Келлс.

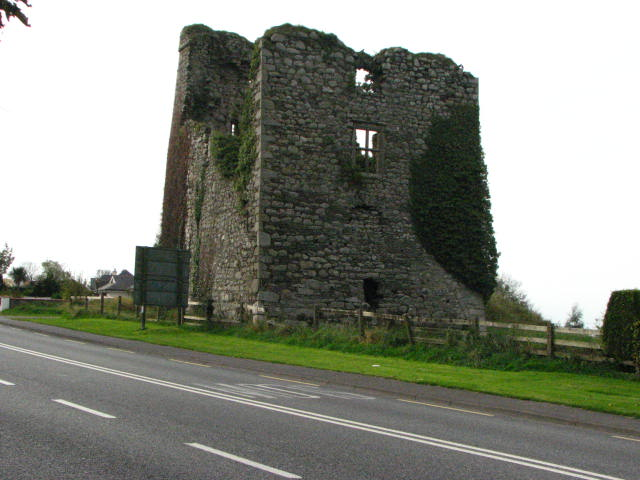
Руїни замку Маунтгаррет.

Патрік Баррет (англ. Patrick Barrett) (помер 10 листопада 1415) — ірландський політик, суддя, релігійний та державний діяч, єпископ Фернс (Ферна), лорд-канцлер Ірландії.

## Життєпис
Патрік Барретт був каноніком-августинцем у монастирі та абатстві Келлс в римо-католицькій єпархії Оссорі, графство Кілкенні. Абатство Келлс — давній центр всього релігійного та культурного життя Ірландії. Він змінив Томаса Дена на посаді єпископа Фернс. Він був висвячений на єпископа Фернс в Римі в грудні 1400 року. Після повернення до Ірландії Патрік Барретт був відновлений у володінні тимчасовими повноваженнями 11 квітня 1401 року.
Патрік Баррет побудував замок в Маунтгарреті в 1408 році. Він здобув собі славу справедливого судді та хранителя миру для графства Вексфорд. Він був обраний лорд-канцлером Ірландії та обіймав цю посаду з 1410 по 1412 рік, а потім його змінив Томас Кренлі. Попри скарги, чисельні протягом всього середньовіччя в Ірландії, про «небезпеку доріг» (в Ірландії постійно палали повстання проти англійської влади), він зміг спокійно дістатися на засідання в Манстері та в Південному Лейнстері в 1410 році, щоб вислухати «певні невідкладні справи». Він передав церкву Ардкольм абатству Селскар (абатство Святого Петра і Святого Павла) у Вексфорді. Через хронічні політичні заворушення у Фернсі він переніс єпархіальне місце з Фернса до Нью-Росс. Він допоміг придушити повстання у Вексфорді в 1412 році. Він склав каталог своїх попередників на посаді єпископа Фернс.
У 1414 році він відправив одного зі своїх священників вчитися в Оксфорд на чотири роки. Він помер 10 листопада 1415 року і був похований в абатстві Келлс. Його наступником на посаді єпископа Фернс став Роберт Вітті, що обіймав престол сорок років і прожив майже до дев'яноста років.